# Herpsilochmus praedictus
Herpsilochmus praedictus (лат.) — вид птиц из семейства типичных муравьеловковых. Описан в 2013 году. Обитают в Бразильской Амазонии. Питаются насекомыми.
Видовое название praedictus указывает на то, что отдельность и независимость Herpsilochmus praedictus как нового вида предполагалась и предсказывалась на основе различий в вокализации, а затем была подтверждена анализом митохондриальной ДНК.

## Описание
Длина около 11,5 см, масса 11,2 г. Самец практически идентичен Herpsilochmus stotzi.
МСОП присвоил виду охранный статус LC.